# Кубок світу з біатлону 2016—2017, естафета, чоловіки
Змагання заліку чоловічих естафет у програмі Кубку світу з біатлону 2016-2017 розпочалися 11 грудня 2015 року на другому етапі в словенській Поклюці й завершаться 5 березня 2017 року в корейському норвезькому Пхьончхані. За підсумками сезону 2015-2016 свій титул найкращої естафетної команди відстоюватиме команда Норвегії.

## Формат
В естафеті від кожної команди змагаються чотири біатлоністи, кожен з яких пробігає три кола загальною довжиною 7,5 км, виконуючи дві стрільби з положення лежачи й стоячи. На кожній стрільбі біатлоніст повинен влучити в п'ять мішеней. Для цього він має 8 патронів, але спочатку в магазині тільки п'ять, додаткові патрони спортсмен повинен заряджати по одному. За кожну нерозбиту мішень біатлоніст повинен пробігти штрафне коло завдовжки 150 м. Гонка проводиться із загальним стартом. Першу стрільбу першого етапу біатлоністи повинні виконувати на установках, визначених їхнім стартовим номером. Надалі біатлоністи виконують стрільбу з установки, яка відповідає поточному місцю в гонці.

## Призери попереднього сезону
| Медаль  | Країна    | Очки |
| ------- | --------- | ---- |
| Золото: | Норвегія  | 282  |
| Срібло: | Росія     | 255  |
| Бронза: | Німеччина | 236  |

## Переможці та призери
| Етап:                                                                               | Золото:                                                                                       | Час                                                       | Срібло:                                                                                  | Час                                                       | Бронза:                                                                                    | Час                                                       |
| Поклюка Протокол [Архівовано 12 грудня 2016 у Wayback Machine.]                     | Франція Жан-Гійом Беатрікс Кентен Фійон Майє Сімон Детьє Мартен Фуркад                        | 1:11:56.5 (0+1) (0+2) (0+1) (0+0) (0+0) (0+2) (0+1) (0+0) | Росія Максим Цвєтков Антон Бабіков Матвій Єлісєєв Антон Шипулін                          | 1:12:12.2 (0+0) (0+0) (0+1) (0+1) (1+3) (0+0) (0+0) (0+1) | Німеччина Ерік Лессер Маттіас Дорфер Бенедикт Долль Сімон Шемпп                            | 1:12:18.0 (0+3) (0+2) (0+0) (0+0) (0+3) (0+2) (0+1) (0+0) |
| Рупольдинг Протокол [Архівовано 13 січня 2017 у Wayback Machine.]                   | Норвегія Уле-Ейнар Б'єрндален Ветле Шостад Крістіансен Генрік л'Абе-Лунд Еміль Гегле Свендсен | 1:13:40.7                                                 | Росія Олексій Волков Антон Шипулін Матвій Єлісєєв Антон Бабіков                          | 1:13:45.8                                                 | Німеччина Ерік Лессер Бенедикт Долль Арнд Пайффер Сімон Шемпп                              | 1:14:04.2                                                 |
| Антерсельва details [Архівовано 23 січня 2017 у Wayback Machine.]                   | Німеччина Ерік Лессер Бенедикт Долль Арнд Пайффер Сімон Шемпп                                 | 1:13:57.2 (0+0) (0+2) (0+2) (0+1) (0+0) (0+1)             | Норвегія Ларс Хегле Біркеланд Генрік л'Абе-Лунд Йоганнес Тінгнес Бо Еміль Хегле Свендсен | 1:13:57.3 (0+1) (0+1) (0+1) (0+3) (0+1) (0+0) (0+0) (0+2) | Росія Максим Цвєтков Євген Гаранічев Дмитро Малишко Антон Бабіков                          | 1:14:30.8 (0+0) (0+0) (0+3) (0+0) (0+2) (0+2) (0+0) (0+2) |
| Чемпіонат світу, Гохфільцен Протокол [Архівовано 20 лютого 2017 у Wayback Machine.] | Росія Олексій Волков Максим Цвєтков Антон Бабіков Антон Шипулін                               | 1:14:15.0 (0+1) (0+1) (0+0) (0+0) (0+0) (0+1)             | Франція Жан Ґійом Беатрікс Кентен Фійон Майє Сімон Детьє Мартен Фуркад                   | 1:14:20.8 (0+0) (0+0) (0+1) (0+0) (0+3) (0+0) (0+0) (0+0) | Австрія Даніель Мезотіч Юліан Ебергард Сімон Едер Домінік Ландертінгер                     | 1:14:35.1 (0+0) (0+1) (0+2) (0+2) (0+1) (0+2) (0+1) (0+1) |
| Пхьончхан Протокол [Архівовано 12 березня 2017 у Wayback Machine.]                  | Франція Жан-Гійом Беатрікс Сімон Фуркад Сімон Детьє Мартен Фуркад                             | 1:12:09.5 (0+1) (0+2) (0+1) (0+0) (0+1) (0+1) (0+2) (0+2) | Австрія Лоренц Вегер Сімон Едер Юліан Ебергард Домінік Ландертінгер                      | 1:12:43.3 (0+0) (0+1) (0+1) (0+1) (0+2) (0+0) (0+2) (0+2) | Норвегія Ветле Шостад Крістіансен Уле-Ейнар Б'єрндален Вегард Єрмундгауг Генрік л'Абе-Лунд | 1:12:54.9 (0+0) (0+0) (0+2) (0+1) (0+0) (1+3) (0+0) (0+2) |

## Нарахування очок
| Місце | 1  | 2  | 3  | 4  | 5  | 6  | 7  | 8  | 9  | 10 | 11 | 12 | 13 | 14 | 15 | 16 | 17 | 18 | 19 | 20 | 21 | 22 | 23 | 24 | 25 | 26 | 27 | 28 | 29 | 30 | 31 | 32 | 33 | 34 | 35 | 36 | 37 | 38 | 39 | 40 |
| ----- | -- | -- | -- | -- | -- | -- | -- | -- | -- | -- | -- | -- | -- | -- | -- | -- | -- | -- | -- | -- | -- | -- | -- | -- | -- | -- | -- | -- | -- | -- | -- | -- | -- | -- | -- | -- | -- | -- | -- | -- |
| Очки  | 60 | 54 | 48 | 43 | 40 | 38 | 36 | 34 | 32 | 31 | 30 | 29 | 28 | 27 | 26 | 25 | 24 | 23 | 22 | 21 | 20 | 19 | 18 | 17 | 16 | 15 | 14 | 13 | 12 | 11 | 10 | 9  | 8  | 7  | 6  | 5  | 4  | 3  | 2  | 1  |

## Таблиця
| #  | Команда         | ПОК | РУП | АНТ | ЧС | ПХН | Разом |
| -- | --------------- | --- | --- | --- | -- | --- | ----- |
|    | Росія           | 54  | 54  | 48  | 60 | 43  | 259   |
| 2  | Франція         | 60  | 32  | 36  | 54 | 60  | 242   |
| 3  | Німеччина       | 48  | 48  | 60  | 43 | 38  | 237   |
| 4  | Норвегія        | 32  | 60  | 54  | 34 | 48  | 228   |
| 5  | Австрія         | 38  | 36  | 40  | 48 | 54  | 216   |
| 6  | Україна         | 43  | 43  | 43  | 38 | 40  | 207   |
| 7  | Чехія           | 40  | 40  | 28  | 31 | 34  | 173   |
| 8  | Італія          | 36  | 31  | 31  | 40 | 29  | 167   |
| 9  | Канада          | 31  | 30  | 25  | 28 | 36  | 150   |
| 10 | Швейцарія       | 34  | 23  | 34  | 25 | 30  | 146   |
| 11 | Болгарія        | 30  | 34  | 30  | 32 | 19  | 145   |
| 12 | Казахстан       | 28  | 28  | 29  | 27 | 32  | 144   |
| 13 | Словаччина      | 27  | 27  | 26  | 29 | 28  | 137   |
| 14 | США             | —   | 29  | 38  | 36 | 31  | 134   |
| 15 | Словенія        | 29  | 26  | 27  | 23 | 25  | 130   |
| 16 | Білорусь        | 19  | 25  | 24  | 22 | 26  | 116   |
| 17 | Естонія         | 26  | 24  | 23  | 20 | 23  | 116   |
| 18 | Японія          | 22  | 21  | 19  | 26 | 24  | 112   |
| 19 | Фінляндія       | 24  | 19  | 22  | 21 | 22  | 108   |
| 20 | Румунія         | 25  | 20  | 18  | 24 | 18  | 105   |
| 21 | Швеція          | DSQ | 38  | 32  | 30 | —   | 100   |
| 22 | Латвія          | 20  | 17  | 17  | 19 | 27  | 100   |
| 23 | Польща          | 21  | 22  | 21  | 17 | 17  | 98    |
| 24 | Литва           | 23  | 18  | 20  | 16 | 20  | 97    |
| 25 | Південна Корея  | DSQ | 16  | 16  | 18 | 21  | 71    |
| 26 | Велика Британія | —   | —   | —   | 15 | —   | 15    |